# شوی‌بو
شِی بِیو (به لاتین: Shuibu) یک شهرک در جمهوری خلق چین است که در تایشان واقع شده‌است.
این شهرک در استان گوانگدونگ، چین، در نزدیکی کایپینگ قرار دارد و در سال ۲۰۱۱، تعداد ۲۰ روستا تحت مدیریت آن بوده است.